# Banana Peel
De Banana Peel, voluit 'Banana Peel Jazz&Blues Club', is een jazz- en bluesclub in het Belgische Ruiselede, opgericht in 1966 door Erik Carrette en Jean Verstraete.
Doorheen de jaren hebben er diverse internationale artiesten opgetreden, waaronder Lurrie Bell, Magic Slim & The Teardrops, Paul Lamb, Dr. Feelgood, The Nighthawks, Dana Gillespie, Walter 'Wolfman' Washington. 
Het eerste optreden van Robert Cray in België was op 24 maart 1985 in de Banana Peel.

## Opnames
Door de jaren heen fungeerde de Banana Peel ook als locatie voor live opnames, waaronder:
- Jazz club banana peel: live The Zoots Ft. Louisiana Red (1984): The Zoots[3]
- Banana Peel Sessions Ft. Guy Forsyth (2010): Lightnin' Guy & The Mighty Gators